# Kyriakos Stamatopoulos
Kyriakos "Kenny" Stamatopoulos, född 28 augusti 1979 i Kalamata i Grekland, är en grekisk-kanadensisk fotbollsmålvakt som  även är målvaktstränare i AIK.

## Karriär
Inför säsongen 2014 förlängdes kontraktet i AIK med fyra år. En av "Kennys" mest framträdande prestationer i karriären är i derbyt mot Djurgårdens IF för AIK (den 22 maj 2017) där han höll nollan efter att inte ha spelat en allsvensk match på 2 år. 
I november 2017 förlängde Stamatopoulos sitt kontrakt i AIK och fick då även en roll som målvaktstränare i klubben.
Kenny Stamatopoulos utsågs 2020 till Årets Trygghetsambassdör av tankesmedjan Säkerhet för Näringsliv och Samhälle för sina insatser att motverka matchfixning.
Stamatopoulos är sedan 2018 AIK:s målvaktstränare.

### Webbkällor
- Kyriakos Stamatopoulos på Svenska Fotbollförbundets webbplats
- 13. Kyriakos ”Kenny” Stamatopoulos på aikfotboll.se
- Kyriakos Stamatopoulos på elitefootball.com